# موشا (رود)
موشا (لیتوانیایی: Mūša) رودی است که در لیتوانی و لتونی جریان دارد.
در تلاقی آن با رودخانه نمونلیس (به لتونی: Mēmele) در لتونی، در نزدیکی شهر باوسکا، رودخانه لیلوپ تشکیل می‌شود. طول این رودخانه ۱۶۴ کیلومتر (۱۴۶ کیلومتر در لیتوانی، ۱۸ کیلومتر در لتونی) است.

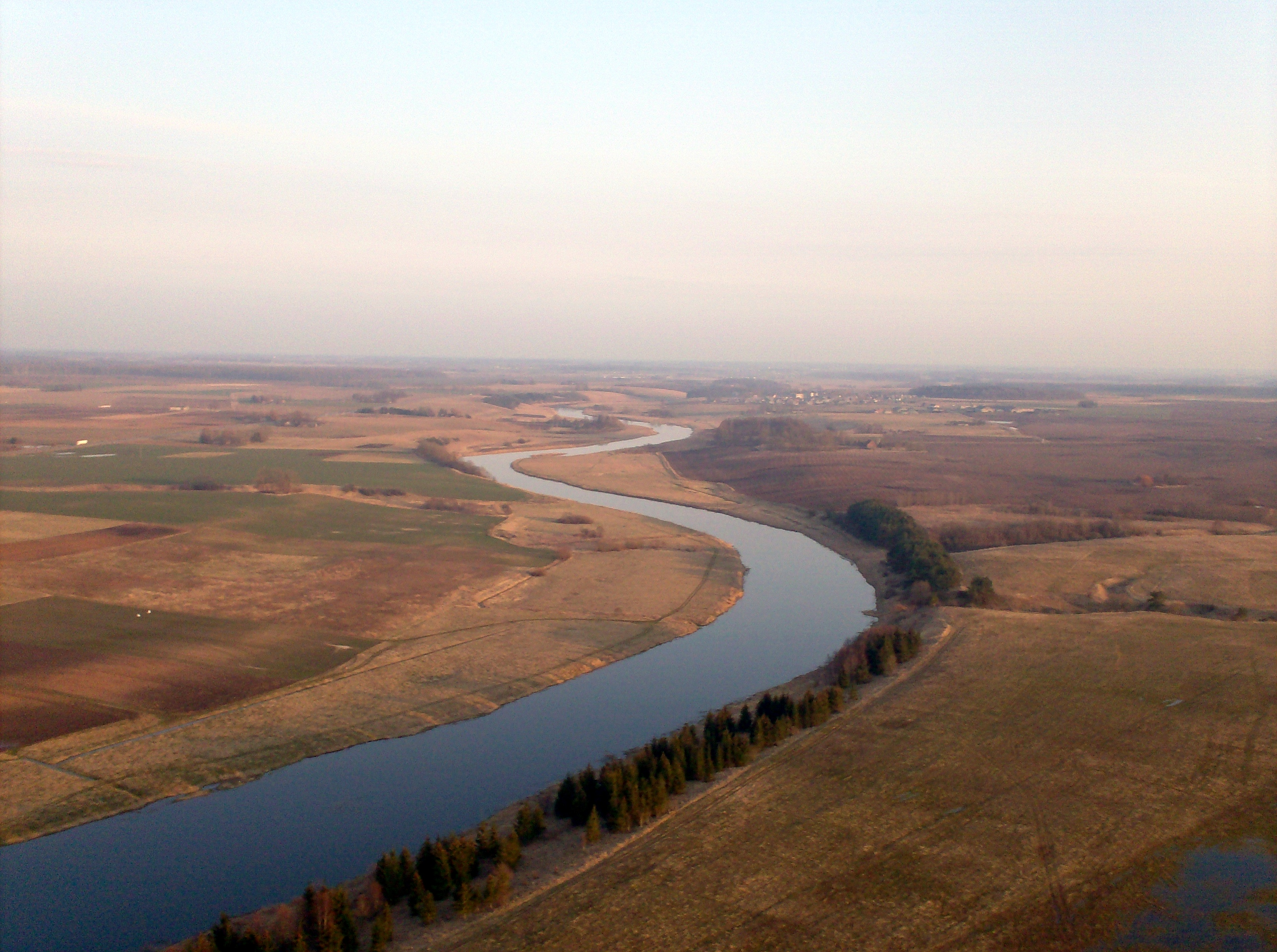
موشا در ناحیه پاسوالیس، لیتوانی